# Eucanthus felschei
Eucanthus felschei är en skalbaggsart som beskrevs av Antoine Boucomont 1910. Eucanthus felschei ingår i släktet Eucanthus och familjen Bolboceratidae. Inga underarter finns listade i Catalogue of Life.